# Criptologia
 Criptologia é a disciplina científica que reúne e estuda os conhecimentos (matemáticos, computacionais, psicológicos, filológicos, etc.) e técnicas necessários à criptoanálise (solução de criptogramas) e à criptografia (escrita codificada).
Inicialmente seu estudo era mais restrito a meios acadêmicos, sistemas de segurança bancários e inteligência militar devido a sua aplicação em mensagens sigilosas durante períodos de guerra, assuntos de estado e na espionagem mas, ultimamente, tem recebido especial atenção devido à generalização de operações comerciais por intermédio de meios eletrônicos, onde as transações devem ser processadas sigilosamente e de forma segura, de preferência com o menor custo possível, uma vez que mensagens criptografadas consomem muito tempo de processamento e banda de transmissão.

## História

### Antiga
É possível se supor que a Criptografia tenha raízes históricas contemporâneas ao surgimento da escrita, mas os primeiros registros obtidos da utilização de técnicas criptográficas é com os egípcios cerca de 2000 a.C.. Entre os babilônios também existem exemplos de uma utilização complexa e ordenada, mas ainda não podia ser considerada uma ciência.
A utilização, por escribas hebreus, de uma cifra de substituição para a confecção do Livro de Jeremias por volta do séc VI a.C., é um exemplo de como já se utilizavam técnicas criptográficas de modo sistemático. César (séc. I a.C.) com uma cifra de transposição, simples mas eficiente à sua época (a cifra de César), marca a utilização que viria a ser, nos anos que se seguiram e até a nossa época, uma das mais importantes: o uso militar.
O registro mais antigo que se tem notícia a respeito de um trabalho publicado sobre criptoanálise vem dos árabes que eram matemáticos muito respeitados e desenvolveram estudos nessa área. Alquindi, conhecido como o filósofo dos árabes, foi autor de 290 livros sobre medicina, astronomia, matemática, linguística e música. Seu maior tratado, contudo, foi redescoberto apenas em 1987 no otomano Arquivo Suleimânia em Istambul, na Turquia, e é intitulado "Um Manuscrito sobre Decifração de Mensagens Criptográficas" e versava sobre a análise de freqüências em textos encriptados.
No séc. XVIII Blaise de Vigenère estudou criptografia. É bastante conhecido depois de no século XIX, por erro, lhe ter sido atribuída a autoria da cifra de Vigenère.

### Moderna
A história da Criptologia teve um marco importante com o descoberta da criptografia assimétrica que permitiu uma mudança de enfoque da Criptografia que antes buscava garantir a confidencialidade das informações e, a partir de então, pode se preocupar também com a integridade, autenticidade e a irretratabilidade das mensagens.